# Grypozaur
Grypozaur (Gryposaurus) – grubonosy, roślinożerny dinozaur kaczodzioby z rodziny hadrozaurów (Hadrosauridae).
Znaczenie jego nazwy – jaszczur gryfowaty.
Żył w okresie późnej kredy (ok. 83-75 mln lat temu) na terenach Ameryki Północnej. Długość ciała do 4 m, masa ok. 500 kg. Jego szczątki znaleziono w USA oraz w Kanadzie (Alberta).
Posiadał charakterystyczny garb na nosie. Był spokrewniony z majazaurą i kritozaurem.

## Gatunki
- Gryposaurus notabilis (Lambe, 1914)
- Gryposaurus incurvimanus (Parks, 1920)
- Gryposaurus latidens (Horner, 1992)
- Gryposaurus monumentensis (Gates & Sampson, 2007)

## Profile grypozaura

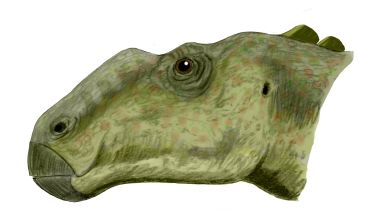